# 裁判外紛争解決手続
裁判外紛争解決手続（さいばんがいふんそうかいけつてつづき、英語: Alternative Dispute Resolution; ADR）とは、訴訟手続によらない紛争解決方法を広く指すもの。ADRは相手が合意しなければ行うことはできない。平成16年に成立。
紛争解決の手続としては、「当事者間による交渉」と、「裁判所による法律に基づいた裁定」との中間に位置する。紛争解決方法としては、あくまで双方の合意による解決を目指すものと、仲裁のように、第三者の判断が当事者を拘束するものとに大別される。

## ADRの種類
ADRの種類にはあっせん、調停、仲裁がある。
あっせんは、当事者同士での交渉で解決を図ることを目的とし、あっせん人が間に入って当事者同士の話し合いを進めて解決を図るものである。あくまで当事者同士の話し合いによって解決を目指す制度で、あっせん人が解決案を提示することもあるが拒否することができる。
調停は、当事者同士の合意で解決を図る点はあっせんと同様であるが、両当事者の意向を汲んで調停人が調停条項案を作成し、これに対して両当事者が賛否を表明する形をとる点においてあっせんと異なる。
仲裁とは事前に当事者同士が仲裁を受けることに同意した場合に仲裁人が仲裁を行うものである（この合意を「仲裁合意」という。）。仲裁合意は当事者を手続的にも拘束し、当事者は仲裁判断を拒否することができない。また控訴や上告等の不服申立ての制度はなく、仲裁がなされたケースについて原則的に裁判を起こすことはできない。
なお、機関によってADRの呼称は異なり、呼称が「あっせん」であっても内容は「調停」であることもあるので利用する際には確認が必要である。

## ADRの一般的な流れ

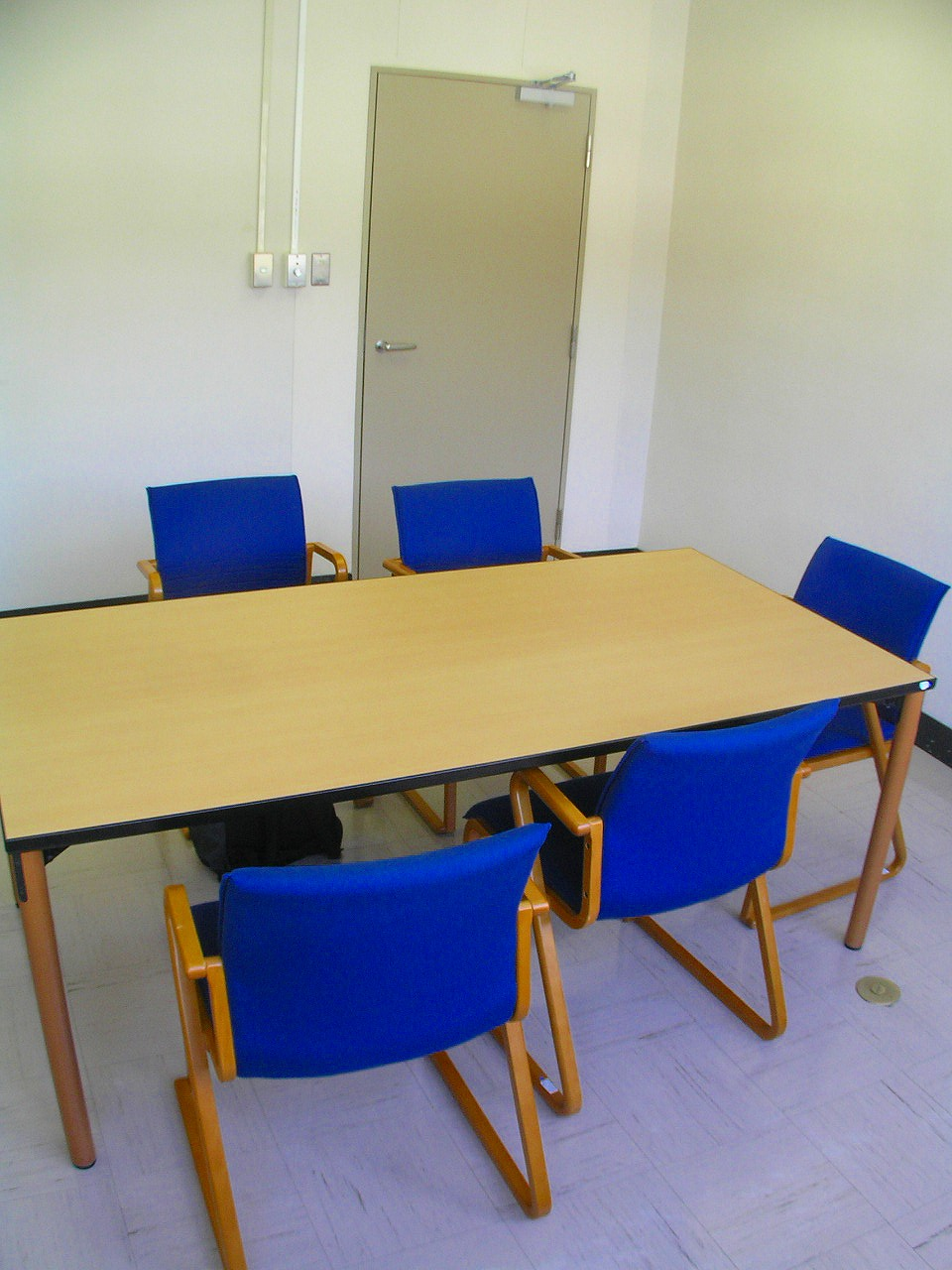
（参考）神戸地裁柏原支部の調停室

ADRを利用したい人がADR指定機関に申立てを行い、申立てを受け付けるとADR機関が相手方に連絡する。
相手方がADR手続に入ることに合意すれば手続が始まるが、拒否すれば手続は成立しない。ADRによる解決が望めない場合などは却下されることもある。
ADR手続が始まると、あっせん人・調停人・仲裁人が選ばれる（複数の候補者から当事者が決める場合もある）。そしてあっせん・調停・仲裁が行われる。
ADRの代理人は、主に弁護士であるが、司法書士、弁理士、社会保険労務士、土地家屋調査士等の専門家にも一定の条件のもとADR手続の代理が認められている。弁護士、司法書士、弁理士はADR機関に対する申立書類の作成を業として行うことができる。
あっせん・調停の場合は当事者が合意すれば成立となり、手続が終了する。当事者が拒否した場合は不成立となる。仲裁の場合、仲裁人が仲裁判断を行うが、事前に仲裁合意を行っているので、当事者はこの判断を拒否できない。

## 民事訴訟との違い
裁判外紛争解決手続（ADR）は、当事者間での任意の交渉が不調に終わった場合の紛争解決手段の一つである。
同様の場合に選択肢となる裁判所における民事訴訟と比較した場合、ADRの長所としては、利用者にとっては費用が少なくすむこと、非公開のためプライバシーや社内技術などが外部に漏れるリスクを回避することができること、訴訟には参加できない実質的な利害関係者も含めた解決が可能なこと、厳密な事実認定を必要としないことなどが挙げられる。また実施機関が裁判所に限定されず他の機関で紛争解決を行うことにより、裁判所にとっても持ち込まれる紛争が減り、紛争処理に関する負担の軽減につながる。
一方、短所としては、仲裁での解決を選択すると裁判を受ける権利が失われること、話し合いベースのADRの場合、必ずしも紛争解決に至るとは限らないこと、仲裁判断以外は債務名義とならないので公正証書等を作らないと強制執行ができないこと、ADR機関が一方の当事者と密接な関係にあるケースではもう一方の当事者にとって不利な裁定が下される恐れがあることなどがある。

## 事業再生ADR
事業再生ADRとは、会社の経営が行き詰まった企業の事業再生を目指すにあたり、会社更生法や民事再生法（旧和議）、破産法などによる裁判所の法的な紛争解決の手続（法的整理）を使わずに、当事者間の話し合いで解決する手続のことである。2007年に産業活力再生法の改正により制度化された。事業再生実務家協会が唯一の認証機関となっている。

### 事業再生ADRの特徴
事業再生ADRには以下のような特徴がある：
- 債権放棄をする場合、純粋私的整理では個別の案件それぞれにおいて税務当局に損金になるかについて判断を受ける必要があるが、当制度を利用して債権放棄をする場合は税務当局から合理的に債権放棄がなされたものとして扱われ、税務上の損金算入が認められる[8]。これにより債権者は不良債権を税制上の不安なく処理できる。
- また手続は金融債権者に限って行われるため、取引債権者に影響はなく、本業を継続しながら、解決策を金融機関との話し合いで模索することもできる。つなぎ融資なども受けやすい。
- 法的整理とは異なり、事業価値の毀損も少ない[6]。
- 法的整理も担う実績のある実務家が手続を管理するため、手続の品質が高い。
- もし意見がまとまらない場合は裁判所を利用した法的整理（会社更生、民事再生、破産など）を利用してADRの結果を尊重して手続を進めることも可能である。
- 2018年7月の産業競争力強化法の改正で、事業再生ADRから法的な整理（会社更生法、民事再生法、破産法など）に移行した場合の商取引債権の保護に関する規定が明記され、利便性が増した[9]。
- 債権者会議は3回まで行われ、3回目の債権者会議が不調に終わった場合は、事業再生ADRは不成立になる。
- 上場企業の場合、法的整理とは異なり上場廃止とはならない。東京証券取引所上場企業でかつ債務超過となった企業に関しては、2020年11月1日に改正された有価証券上場規程で、事業再生ADRにおいて債務超過でなくなることを計画している場合は、上場廃止の対象外となる[10]。事業再生ADRが成立し、かつ債務総額の100分の10以上相当する額以上である債務について債務免除を実施することが合意された場合は、証券取引所に「事業再生計画」を提出しなければならない。証券取引所は「事業再生計画」提出後に1ヶ月間における時価総額の審査を行い、これにより上場維持か上場廃止が判断され、時価総額が所要額未満であったり株式の併合が行われたりする場合は、法的な整理に準ずるものとして上場廃止となる。2020年10月期までに債務超過により「上場廃止に係る猶予期間入り」に指定された上場企業は、債務超過を解消する再生計画案が成立した場合に限り、猶予期間が1年延長されるが、3期連続で債務超過に陥った場合は上場廃止となる[11]。

## ADR機関
各国における裁判外紛争解決機関については、内閣府 国民生活審議会における第16次消費者政策部会報告の資料などを参照されたい。

### 日本の主なADR機関
日本におけるADRの手続は、「ADR機関」と呼ばれる紛争当事者と関わりのない第三者機関によって行われる。機関は司法機関、行政機関、民間機関に大別することができる。

#### 司法機関
- 簡易裁判所
- 家庭裁判所
- 地方裁判所

#### 行政機関
行政機関や独立した行政委員会である。以下、主なものを列記する。
- 原子力損害賠償紛争解決センター
- 公害等調整委員会
- 国民生活センター
- 消費生活センター
- 労働基準監督署
- 労働委員会
- 紛争調整委員会
- 労働相談情報センター
- 建設工事紛争審査会

#### 民間機関
民間機関については、裁判外紛争解決手続の利用の促進に関する法律の施行（2007年4月1日）により認証を受けた者のみが手続を実施できる。ちなみに認証第1号は、日本スポーツ仲裁機構（2007年6月6日認定）であった。以下、主なものを列記。
- 日本弁護士連合会交通事故相談センター
- 各地の弁護士会のADRセンター[13]
- 日本知的財産仲裁センター
- 業界団体、消費者団体など
- 国際商事仲裁協会
- 日本海運集会所
- 交通事故紛争処理センター
- PLセンター
- 事業再生実務家協会
- 全国銀行協会
- 生命保険協会（保険業法第308条の2第1項等の規定に基づき金融庁が2010年9月15日指定）
- 日本損害保険協会（保険業法第308条の2第1項等の規定に基づき金融庁が2010年9月15日指定）
- 日本貸金業協会
- 日本不動産鑑定士協会連合会
- 行政書士ADRセンター

## 日本におけるADRの推進
前述の訴訟手続の欠点を補い気軽に利用できる紛争解決の手段を整備すべく、「裁判外紛争解決手続の利用の促進に関する法律」（ADR法）を定めて司法制度改革の一環としてADRの推進が目指されている。
推進が始まったきっかけは司法制度改革審議会の「司法制度改革審議会意見」においてADRが裁判と並ぶ魅力的な選択肢となるよう拡充、活性化することが必要であるとされ、「関係機関等の連携強化の促進」と「総合的なADRの制度基盤及び仲裁法制の整備」が提唱されたことである。
司法制度改革推進本部が設置され、同本部では「司法制度改革推進計画」を策定し、関連機関の連携強化のため連絡会議を設置すること、手続や機関などの情報提供を一元的に行えるようにすることや、紛争の内容に即した法律以外の専門家もADRに活用することなどを目標とした。同計画に沿って「ADRの拡充・活性化関係省庁等連絡会議」が設けられ、関係省庁が重点的に取り組むべき事項をまとめた「ADRの拡充・活性化のための関係機関等の連携強化に関するアクション・プラン」が作られた。同プランには、ADRへの理解の推進、あっせん人・調停人・仲裁人の確保および育成、国民生活センターの相談窓口としての機能向上、ADR機関への交通の向上などが盛り込まれた。
また、総合法律支援法には、裁判その他の法による紛争の解決のための制度を有効に利用するための情報および資料等が提供される態勢の充実強化が図られなければならないと定められている（同法３条）。